# Sekwencja TATA
Sekwencja (kaseta) TATA (lub Hognessa) – sekwencja DNA znajdująca się w wielu promotorach genów eukariotycznych, położona około −10 do −25 nukleotydów od miejsca startu transkrypcji. Konsensusowa sekwencja TATA to 5'-TATAAA-3' (za którą często znajduje się trzy lub więcej reszt adenozyny), występująca w otoczeniu bogatym w pary GC. Sekwencja bogata w T i A ma niską temperaturę topnienia i w tym miejscu łatwo dochodzi do rozplecenia podwójnej helisy.
Do sekwencji TATA wiąże się białko TBP (ang. TATA-binding protein), wchodzące w skład kompleksu preinicjacyjnego, który umożliwia polimerazie RNA rozpoznanie sekwencji promotora i rozpoczęcie transkrypcji.